# Burtes
Burtes o Burdes (antigament aparegueren com Furdes) foren un antic poble pagà del baix Volga entre els khàzars i els búlgars del Volga. Un riu de la regió portava el nom de Burtas, riu que podria ser el riu Samara (segons la identificació de Marquart).
Al-Bakrí i Gardezí esmenten aquest poble i diuen que la seva religió era la mateixa que els oghuz, però que incineraven als morts (els oghuz els enterraven). Els especialistes soviètics els identifiquen amb els mordovians (mordvins), però una minoria els considera ancestres del txuvaixos. Tokarev diu que foren un poble fines turquitzat que finalment fou absorbit per mordvins i txuvaixos.
Les cròniques russes els esmenten des del segle xiii com a vassalls de l'Horda d'Or; el seu país fou colonitzat pels russos després de la conquesta russa de Kazan. A començaments del segle xviii els burtes es van revoltar per darrera vegada, i després van desaparèixer de les cròniques.